# Cerodontha gracitis
Cerodontha gracitis är en tvåvingeart som beskrevs av Spencer 1969. Cerodontha gracitis ingår i släktet Cerodontha och familjen minerarflugor.
Artens utbredningsområde är Yukon. Inga underarter finns listade i Catalogue of Life.